# Volkenrath (Reichshof)
Volkenrath ist ein Ort in der Gemeinde Reichshof im Oberbergischen Kreis im nordrhein-westfälischen Regierungsbezirk Köln in Deutschland. 

## Lage und Beschreibung
Volkenrath liegt nordöstlich der Wiehltalsperre. Die nächstgelegenen Zentren sind Gummersbach (10 km nordwestlich), Köln (54 km westlich) und Siegen (46 km südöstlich).

## Geschichte

### Erstnennung
Um 1400 wurde der Ort das erste Mal urkundlich erwähnt und zwar „Johannes Volkenroyde ist aufgeführt im Verzeichnis der Priesterbruderschaft des hl. Johannes Evangelista an der Bonner Cassiuskirche.“
| Bevölkerungsentwicklung | Bevölkerungsentwicklung |
| Jahr                    | Einwohner               |
| ----------------------- | ----------------------- |
| 1946                    | 133                     |
| 1991                    | 222                     |
| 2005                    | 298                     |
| 2006                    | 266                     |
| 2008                    | 279                     |
| 2017                    | 266                     |
| 2018                    | 272                     |
| 2019                    | 263                     |

Die Schreibweise der Erstnennung war Volkenroyde.

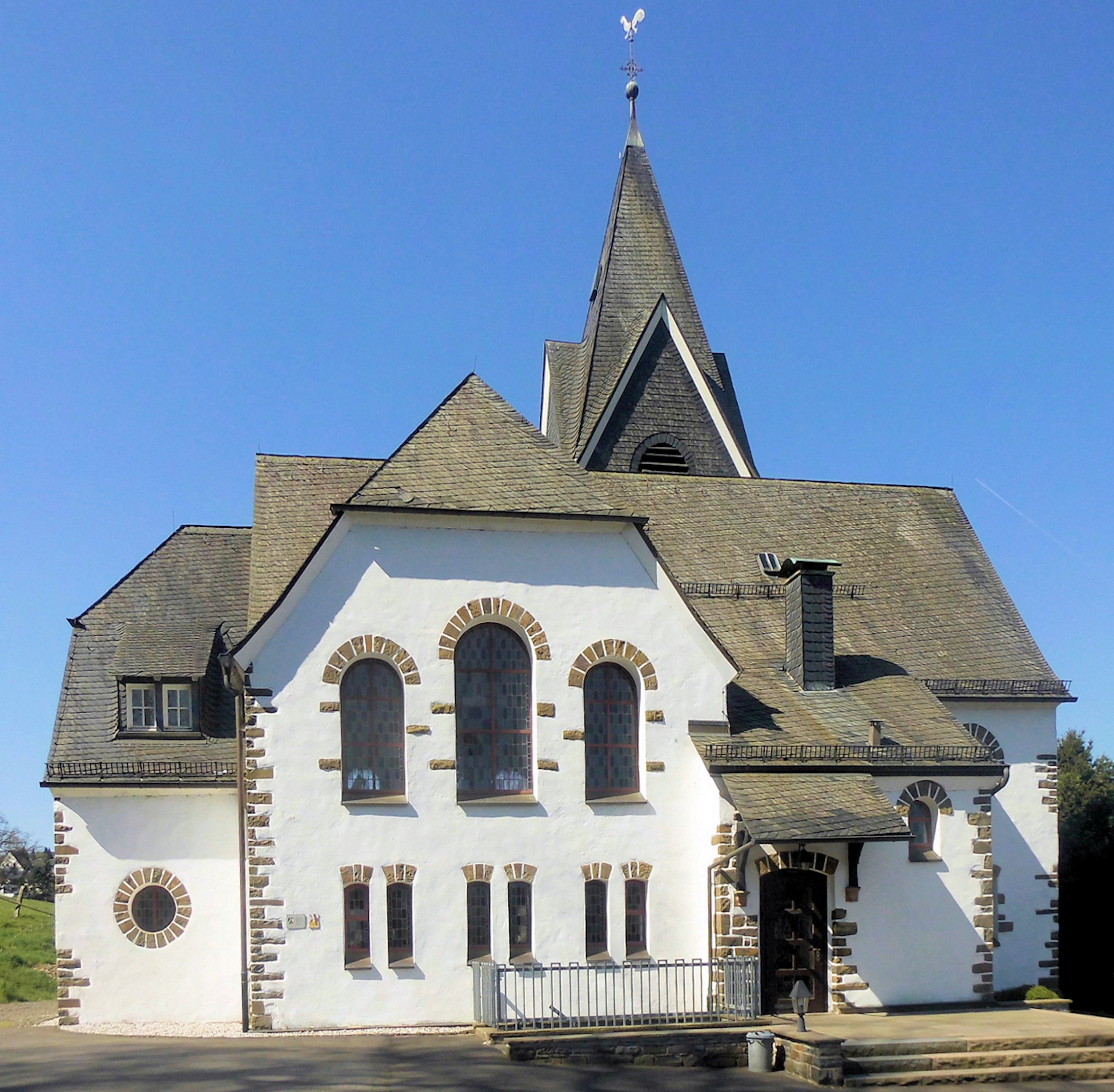
Evangelische Kirche Volkenrath

## Kultur und Sehenswürdigkeiten

### Vereinswesen
- Dorfgemeinschaft Volkenrath e. V.